# Onthophagus tricorniger
Onthophagus tricorniger là một loài bọ cánh cứng trong họ Bọ hung (Scarabaeidae).